# Lacinipolia altua
Lacinipolia altua là một loài bướm đêm trong họ Noctuidae.